# Ut mysticam
Ut mysticam, est un motu proprio rédigé le 14 mars 1891 par le pape Léon XIII.
Il a pour objet d'autoriser la création de l'observatoire du Vatican dans le bâtiment de l'ancien observatoire du Vatican, la tour des vents, créé en 1579 par le pape Grégoire XIII. 
L'observatoire est confié à un collège des Jésuites opérant déjà dans l'ancien observatoire. Grâce à Ut mysticam, Léon XIII permet aux astronomes du Vatican la poursuite de l'étude du ciel dans un cadre adapté.